# Генрі Ірвінґ
Сер Генрі Ірвінґ (англ. Henry Irving; 6 лютого 1838 — 13 жовтня 1905), охрещений як Джон Генрі Бродрібб (англ. John Henry Brodribb) — англійський актор вікторіанської епохи. У 1895 році він став першим актором, удостоєним лицарського звання.

## Життя і кар'єра
Ірвінґ народився в Кейнтон Мандевіль в графстві Сомерсет. Вільям Генрі Дейвіс, валлійський поет, був його двоюрідним братом. Ірвінґ провів своє дитинство, живучи зі своєю тіткою, місіс Пенберті, в Голставні в Корнволлі. Він навчався в міській комерційній школі протягом двох років, перш ніж піти працювати в офісі юридичної фірми у віці 13 років.
Він одружився з Флоренс О'Каллаган 15 липня 1869 року в Лондоні, але його особисте життя відійшло на другий план після професійного. Жінка не одобрювала його кар'єрний шлях і в ніч на прем'єру вистави Дзвони (англ. The Bells) він пішов від неї. Він тримався на непомітній відстані від своїх дітей, але став ближчим до них, коли вони подорослішали. Флоренс Ірвінґ ніколи не розлучалася з Ірвінґом, і коли він був посвячений у лицарі, вона називала себе «леді Ірвінґ»; Ірвінґ ніколи не одружувався повторно.
Його старший син, Гаррі Бродрібб Ірвінґ (1870—1919), став відомим актором, а згодом директором театру. Його молодший син, Лоуренс Ірвінґ (1871—1914), став драматургом. Гаррі Бродрібб одружився з Доротеєю Берд, і у них народився син Лоуренс Ірвінґ (1897—1988), який став відомим голлівудським художнім керівником і біографом свого діда.
Його відомість як талантливого виконавця великої драматичної ролі в Шекспіровських творах починається з 1874 року. У 1883—1884 роках він із власною групою відправився в поїздку в США. Враження від цієї поїздки Америкою описані секретарем Ірвінґа, Гаттоном: «Henry Irving's impressions of America» (1884).
Протягом останніх 27 років життя був близьким другом Брема Стокера. Також був його (Стокера) роботодавцем, який познайомив останнього з найвищим суспільством Лондона. На думку ряду істориків, озвученому Крістофером Лі у програмі «100 років жаху», зовнішній вигляд та манери Дракули в романі Стокера перегукуються з особистістю Ірвінґа.
У Лондоні йому встановлено пам'ятник у повний зріст.